# Marita Geraghty
Marita Geraghty (Chicago, 26 maart 1962) is een Amerikaanse actrice.

## Biografie
Geraghty heeft haar opleiding gevolgd aan de universiteit van Illinois en maakte in 1987 haar acteer debuut in het theater met de toneelspel Coastal Disturbances. 
Geraghty begon in 1986 met acteren voor televisie in de film No Mercy. Hierna heeft zij nog meerdere rollen gespeeld in films en televisieseries zoals Broadcast News (1987), Sleeping with the Enemy (1991), Groundhog Day (1993) en Don Juan DeMarco (1994). 
Geraghty was getrouwd (gescheiden in 2001) en heeft uit dit huwelijk twee twee dochters.

## Filmografie

### Films
Uitgezonderd korte films.
- 2001 The Luck of the Irish – als Kate O'Reily Johnson
- 1995 Im Sog des Bösen – als Carla Mitchelson
- 1994 Don Juan DeMarco – als vrouw in restaurant
- 1994 Past Tense – als Dawn Tripplet
- 1993 Groundhog Day – als Nancy
- 1992 Hero – als Joan
- 1992 Thos Os My Life – als Mia Jablon
- 1991 To Save a Child – als Isabella Larson
- 1991 Sleeping with the Enemy – als Julie
- 1988 Fresh Horses – als Maureen
- 1987 Broadcast News – als vrouw die verkracht is op haar afspraakje
- 1987 Hiding Out – als Janie Rooney
- 1986 No Mercy – als Alice Collins

### Televisieseries
Uitgezonderd eenmalige gastrollen.
- 1992 Woops! – als Suzanne Stillman – 11 afl.

- Library of Congress Control Number: no2011126099
- Nationale Bibliotheek van Israël: 987007386806805171
- Virtual International Authority File: 178935362
- WorldCat: E39PBJhCJYj3jB9YR7tJbqYF8C